# Relation sportive entre la France et la Géorgie
La relation sportive entre la France et la Géorgie  date du XXe siècle et relève de deux catégories différentes, celle de la relation de nation européenne à nation européenne au sein de fédérations sportives internationales, et celle — asymétrique — de la relation de sportifs de haut niveau venus exercer leur activité temporairement — ou définitivement — dans l'autre pays afin de contribuer au succès des clubs — ou de la nation — qui les ont engagés. 

## Relation sportive de nation à nation
Les compétitions de sportifs de haut niveau ont entrainé des contacts particuliers de fédération sportive à fédération sportive, Georgian Union Rugby avec la Fédération française de rugby, Georgian Judo Federation avec la Fédération française du judo, Georgian Wrestling Federation avec la Fédération française de lutte, les premières disposant de moins de licenciés et d’infrastructures d’entrainement, les secondes pouvant les appuyer auprès des fédérations internationales. Pour la campagne de match-tests de rugby de l'automne 2017, la Georgian Union Rugby choisit Montpellier pour réunir son équipe nationale et parachever la préparation de ses joueurs.

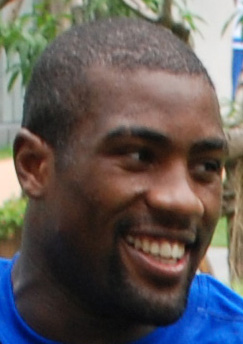
Teddy Riner, adversaire de Guram Tusishvili

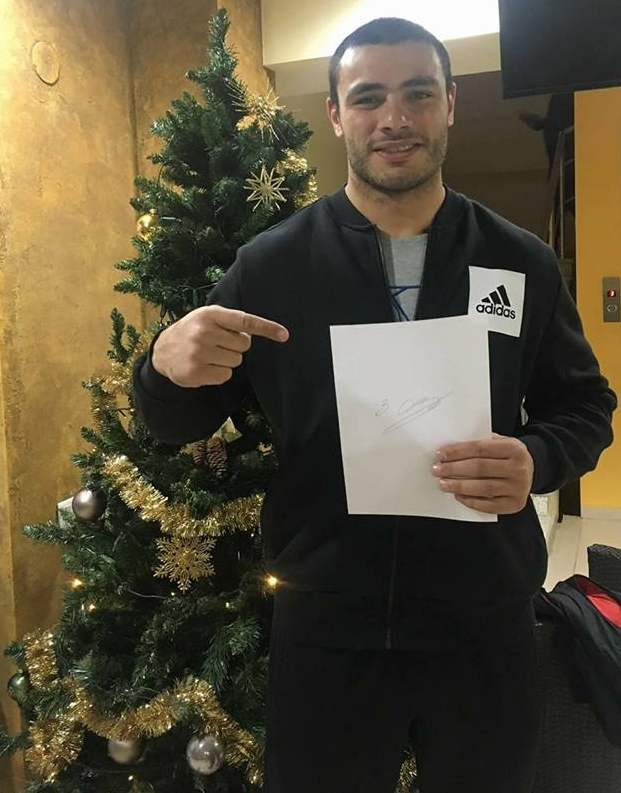
Guram Tushishvili, adversaire de Teddy Riner

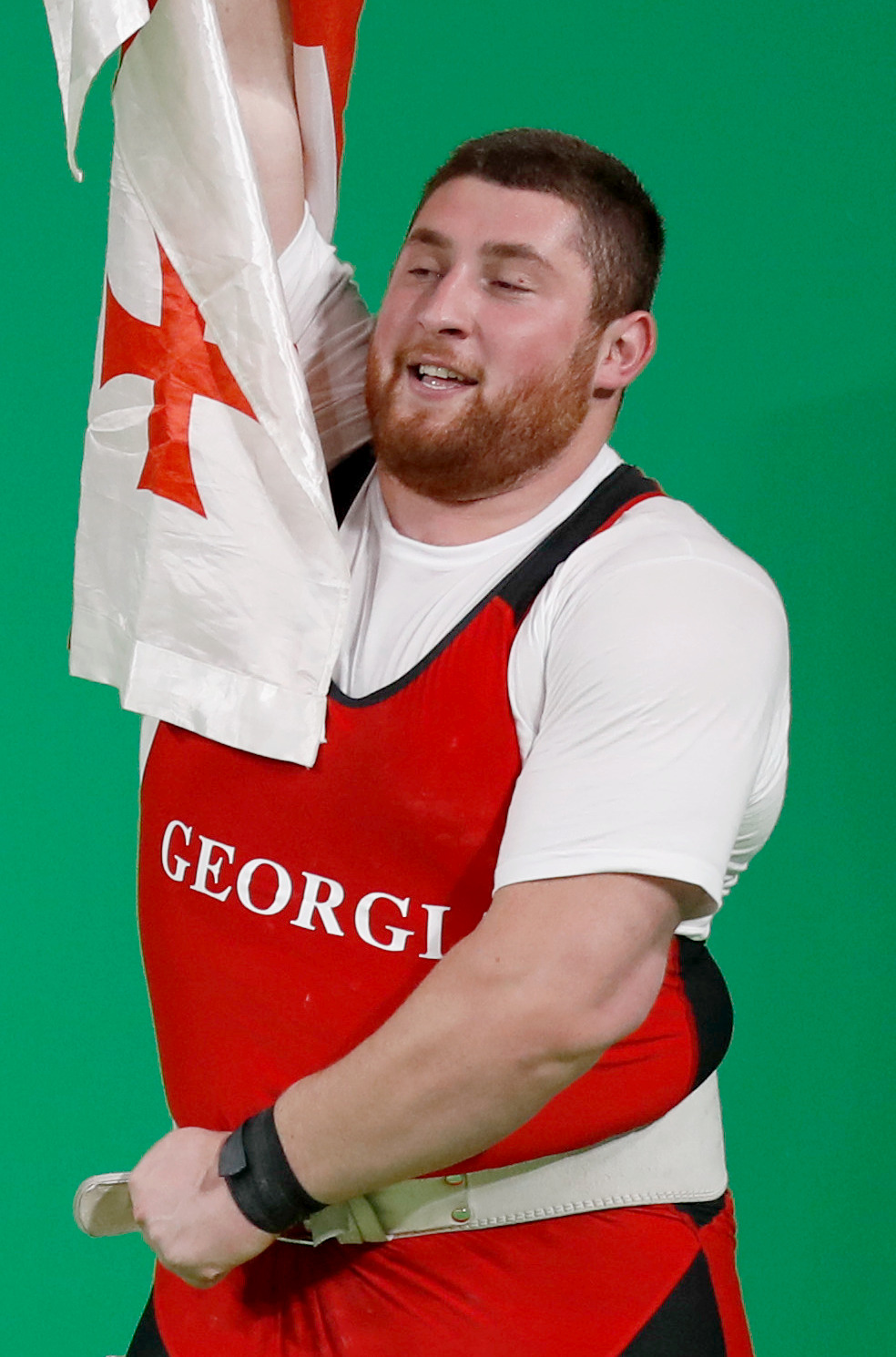
Lasha Talakhadze

### Football
Si le sport le plus populaire en France et en Géorgie reste le football, les rencontres entre les deux pays n’ont pas été nombreuses et restent à l’avantage de la France qui remporte 3 des 4 matchs officiels disputés depuis 2006, la Géorgie ayant obtenu un match nul en 2013.

### Rugby à XV
Pour le rugby à XV, au 25 décembre 2018, la France occupe la 9e place mondiale et la Géorgie la 12e place, la France ayant remporté le seul match officiel disputé contre la Géorgie en 2007. La Géorgie a plusieurs fois souhaité disputer un match de barrage avec l’équipe placée 6e au Tournoi des Six Nations afin d’accéder à cette compétition. Pour les moins de 18 ans, la France gagne le championnat d’Europe du groupe élite, en battant en finale la Géorgie en 2015, 2016 et 2017. 

### Judo
Pour le judo, en championnat d’Europe par équipes (hommes), la France conquiert la médaille d’argent en 2010 et 2011, la Géorgie conquiert la médaille d’or en 2010, puis de 2012 à 2017, ainsi que la médaille de bronze en 2011 ; l’exception reste le français Teddy Riner, champion d’Europe et champion du monde toutes catégories.

### Lutte
Pour la lutte libre et la lutte gréco-romaine, en championnat d’Europe, la Géorgie remporte régulièrement depuis 2005 plus de médailles que la France.

### Haltérophilie
Pour l’haltérophilie, sport dans lequel les deux nations ne sont pas majeures en Europe, l’exception reste le Géorgien Lasha Talakhadze, champion d’Europe et champion du monde toutes catégories.

### Autres sports
Pour les autres sports, qu’ils soient collectifs ou individuels, la France — nation olympique majeure pour les Jeux d'hiver comme pour les Jeux d'été — se classe évidemment mieux que la Géorgie, à quelques individualités près comme le tireur au pistolet Nino Salukvadze médaillée aux Jeux Olympiques, le basketteur Zaza Pachulia vétéran de la NBA ou les championnes du monde d’échecs Nona Gaprindashvili et Maia Tchibourdanidzé.

## Relation de sportifs géorgiens avec des clubs français

### Football
Des clubs français de football ont fait appel à des joueurs géorgiens comme Guram Enukidze à Marseille en 2012 ou Jaba Kankava à Reims en 2015.

### Rugby à XV

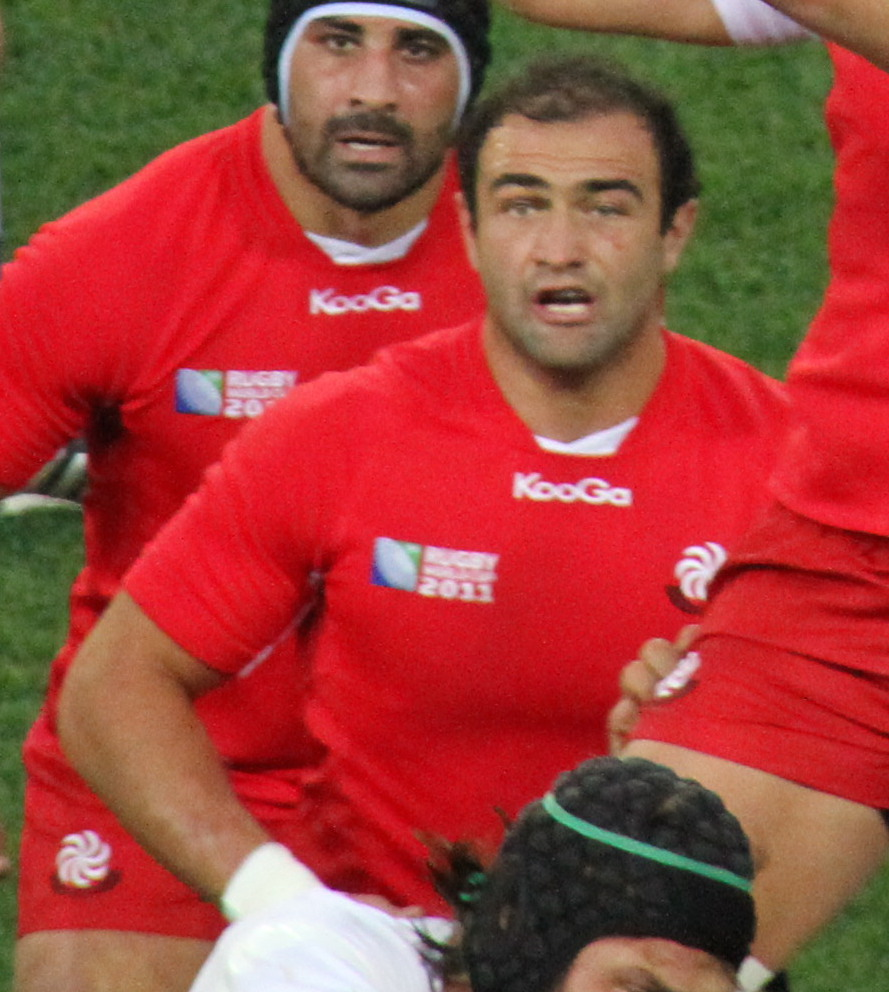
Mamuka Gorgodze, ancien capitaine de l'équipe nationale géorgienne

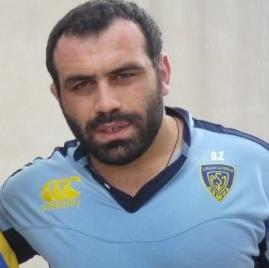
Davit Zirakashvili, de nationalité française

Le rugby à XV, issu en Géorgie d’un jeu ancestral de portage de ballon entre équipes villageoises — le Lélo — et remis à la mode sur le territoire géorgien depuis les années 1990 par des entraineurs français et britanniques, accueille en France plusieurs dizaines de joueurs géorgiens. Si les piliers géorgiens sont recherchés pour leur solidité (athlète de 1,80 à 1,90 mètre, affleurant les 110 ou 120 kg), les deuxième et troisième lignes le sont également, plus rarement les demis de mêlée comme Vasil Lobzhanidze à Brive. La grande majorité des membres de l'équipe nationale de Géorgie joue en saison au sein de clubs français en Top 14 ou du Pro D2,.
Pour la saison 2017 / 2018, en Top 14, les clubs d'Agen (avec Vakhtangi Akhobadze, Tamaz Mchedlidze et Giorgi Tetrashvili), Brive (avec Karlen Asieshvili, Soso Bekoshvili et Vasil Lobzhanidze), Clermont-Ferrand (avec Otar Giorgadze,Viktor Kolelishvili et Davit Zirakashvili), Montpellier (avec Davit Kubriashvili, Konstantin Mikautadze et Mikheil Nariashvili) et Toulon (avec Badri Alkhazashvili, Levan Chilachava et Mamuka Gorgodze) comptent chacun dans leurs effectifs trois joueurs géorgiens, Lyon (avec Tornike Mataradze et Guram Papidze), le Stade Français (avec Giorgi Melikidze et Zura Zvania) et Oyonnax (avec Irakli Mirtskhulava et Giorgi Vepkhvadze) comptent chacun deux joueurs géorgiens, le Racing 92 (avec Vasil Kakovin) compte un joueur géorgien, soit un total de 22 joueurs professionnels sans compter les contrats-espoirs qui concernent de jeunes joueurs. 

### Lutte
En 2017, à Besançon, au championnat de France de lutte par équipes, des clubs obtiennent des médailles avec des athlètes géorgiens, en 1re Division médailles d’argent avec Irakli Khajaia (Saint-Yrieux-la-Perche) et de bronze avec Givi Davidovi (Besançon), et en 2e division médailles d’or avec Saba Djavakhichvili (Sotte-lès-Rouen) et d’argent avec Giorgi Tigishvili (Lyon Saint-Priest). 

### Basket-ball
Les clubs français de basket-ball ont fait appel à des joueurs géorgiens comme Besik Lezhava à Dijon en 2004, Sergo Atuashvili à Chalons-sur-Saöne en 2011, ou Giorgi Tsintsadze à Rouen en 2016. 

## Champions de France d'origine géorgienne

### Judo

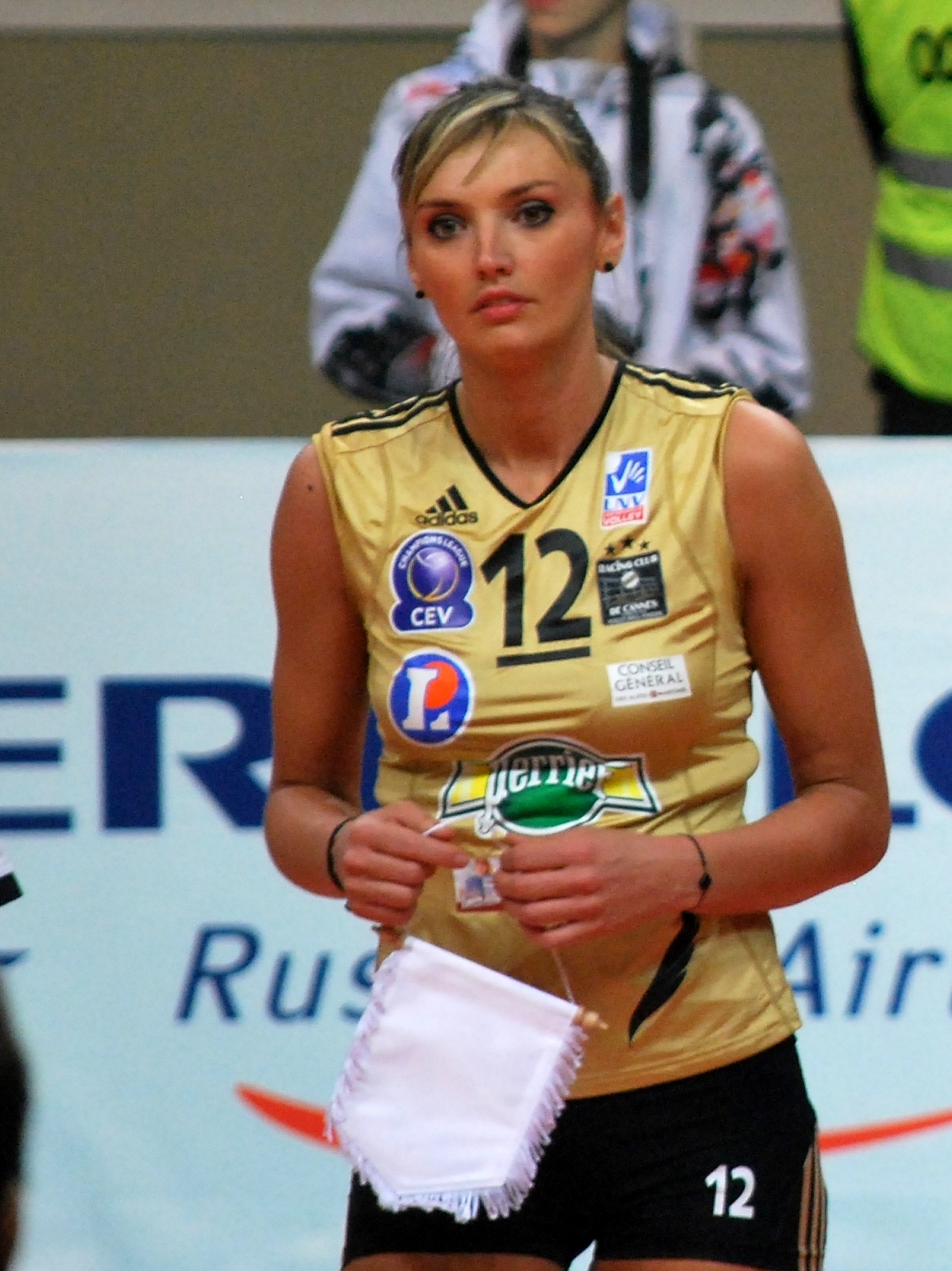
Victoria Ravva, championne de France (volley-ball)

Pour la catégorie seniors, Tristan Avaliani remporte la médaille de bronze au championnat de France en 2016, après avoir été champion de France en catégorie juniors en 2012 et champion de France en catégorie cadets en 2009. Luka Mkheidze devient champion de France par équipe (- 60 kg) en 2018, avant de représenter la France aux championnats du monde, après avoir remporté en catégorie juniors le championnat de France en 2014 et être devenu vice-champion en 2015.
Pour la 2e division (ouverte aux étrangers), le titre a été remporté par Giorgi Khutsishvili en 2009, 2011 et 2012, par Paata Doliashvili en 2014 et 2016, et par Irakli Tchilachava en 2017 (après deux médailles de bronze).
Pour les militaires, Giorgi Goderzichvili est devenu vice-champion de France en 2016. 
Pour la catégorie juniors, Giga Abuashvili devient champion de France (- 81 kg) en 2018 et est sélectionné pour les championnats du monde, après avoir été vice-champion de France cadets (- 60 kg) en 2015. 
Une situation paradoxale est ainsi créée, des judokas français d’origine géorgienne — présents dans la sélection nationale française — combattent contre des judokas géorgiens — présents dans la sélection nationale géorgienne — comme au  Grand Slam de Paris 2019,. 

### Lutte libre
En Lutte libre, en 2018, Lazare Marsagishvili devient champion de France en catégorie Senior -125 kg à Schiltigheim, et Tariel Lachki (Lashkhi) champion de France en catégorie Junior -97 kg à Ceyrat.

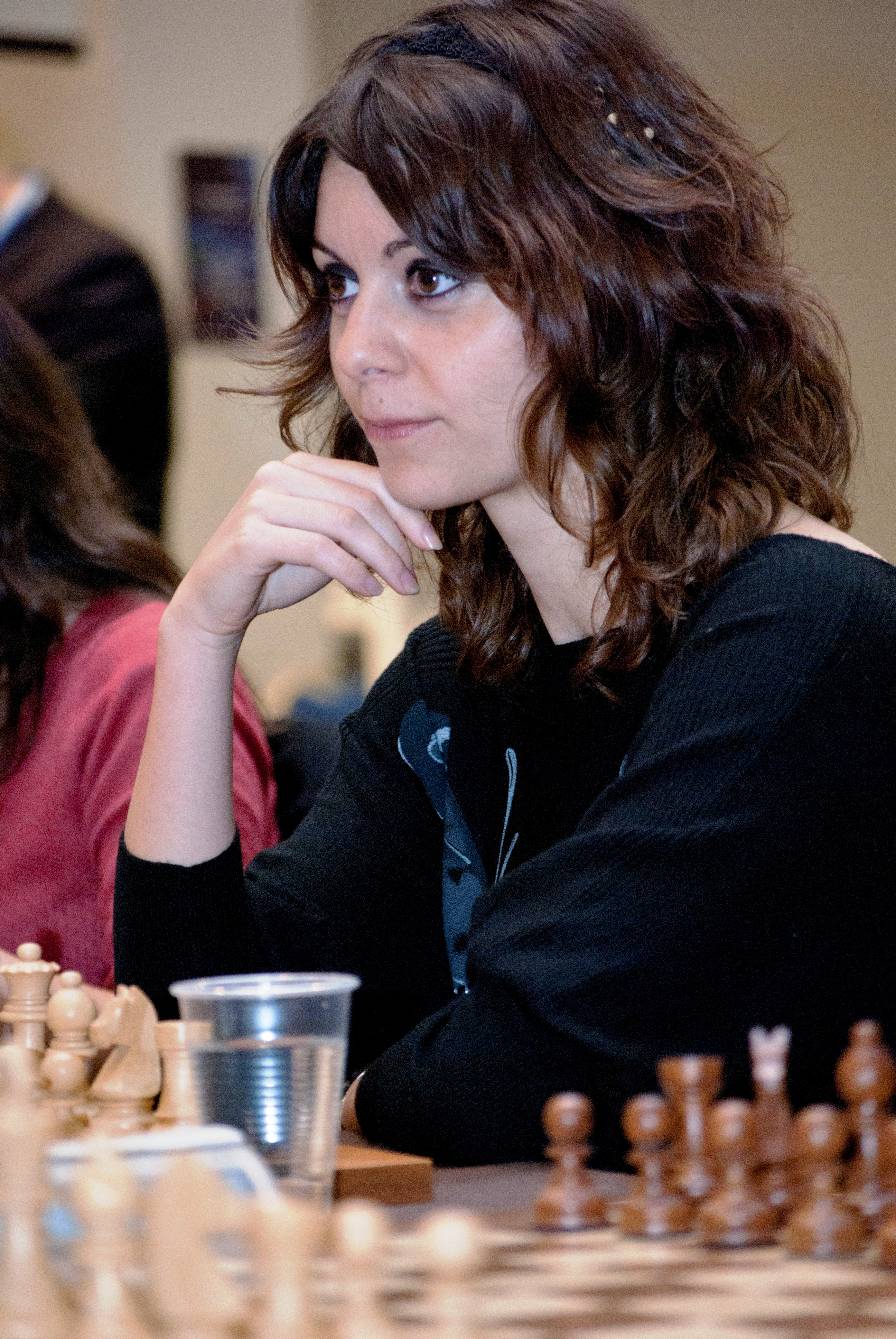
Nino Maisuradze, championne de France (échecs)

### Lutte contact
En lutte contact, Nika Tsurtsumia remporte la Coupe de France 2017 en catégorie junior (- 65 kg) et 2018 en senior (- 65 kg).

### Boxe anglaise
En boxe anglaise amateur, en 2018, Romani Monaselidze devient champion de France dans la catégorie cadet (- 60 kg). 

### Sports féminins
Dans le sport féminin, trois exemples illustrent cette situation, celui de la volleyeuse Victoria Ravva qui a disputé plus de 20 saisons avec le Racing Club de Cannes et a remporté 19 championnats de France, celui de Nino Maisuradze championne de France d’échecs en 2013 et 2014, vice-championne de France en 2012 et 2015, championne de France de parties rapides en 2016 et 2018, et celui d'Anna Khusishvili, championne de France de gymnastique rythmique en individuel, à 11 ans, dans sa catégorie d'âge, pour 2017. 

## Relation de sportifs français avec des fédérations ou des clubs géorgiens
Deux Français ont entrainé les équipes nationales géorgiennes, en rugby à XV Claude Saurel de 1996 à 2004 —  la Géorgie devient vice-championne d’Europe 2éme Division en 1998 et 2002 — et en football, Alain Giresse, une courte saison à partir de 2004. 

En football, les clubs géorgiens recrutent des jeunes joueurs étrangers, dont des français, comme Abdel Jalil Medioub en 2019 pour le FC Dinamo Tbilissi.